# Bárbara Islas
Bárbara Islas Ganime (Puebla de Zaragoza, Puebla; 23 de junio de 1990) es una actriz y conductora mexicana de televisión.
Es conocida principalmente por hacer varias telenovelas de la cadena televisiva Televisa como por ejemplo en Amores verdaderos en donde interpretó a 'Nabila' en 2012 y recientemente en Soltero con hijas por haber personificado a 'Coral' en 2019. Además de incursionar en el mundo de la conducción en algunos programas de televisión como lo son Hoy y Cuéntamelo ya! en donde también actualmente conduce.

## Biografía y carrera
Originaria de la ciudad Puebla nació el día 23 de junio de 1990, sus padres son Víctor Hugo Islas y Bárbara Ganime. Empezó primeramente haciendo comerciales en televisión y después de eso se interesó también por la locución. Estudió en el CEA conocido por sus siglas como Centro de Educación Artística de Televisa y finalmente fue egresada en 2011. Ese mismo año consigue su primer papel como actriz en televisión en la telenovela de Una familia con suerte.
En 2012 interpreta a 'Nabila Covarrubias' en la telenovela Amores verdaderos y al lado de artistas como Erika Buenfil, Eduardo Yáñez, Eiza González y Sebastián Rulli.
Para 2014 consigue varios papeles en series como El manual en donde interpretó a 'Luisa', y Cuenta pendiente en donde interpretó a 'Diana', así como también en el unitario de Como dice el dicho haciendo varios personajes de esta serie.
En 2016 debuta como conductora en algunos programas como lo son Doble sentido al lado de Israel Jaitovich y en Hoy dando pequeñas secciones de belleza durante un tiempo.
Al año siguiente en 2017 consigue un papel estelar en la telenovela de Juan Osorio titulada Mi marido tiene familia en donde interpretó a 'Diana Mejía' y siendo la novia del personaje del actor Ignacio Casano, además compartiendo escena con Zuria Vega, Daniel Arenas, Diana Bracho entre otros más. 
En 2019 personificó a 'Coral Palma' en la telenovela de Juan Osorio Soltero con hijas y compartiendo créditos con actores como Gabriel Soto, Vanessa Guzmán, Mayrín Villanueva entre otros, así como desde mismo año se convirtió en una de las conductoras titulares del programa de revista Cuéntamelo Ya!.
Actualmente en 2021 personifica a 'Araceli' en Fuego ardiente producción de Carlos Moreno Laguillo, al lado de Mariana Torres, Carlos Ferro y Kuno Becker.
En ese mismo año, obtiene su primer papel antagónico en Contigo sí con el papel de “Samantha”, al lado de Alejandra Robles Gil, Danilo Carrera y Brandon Peniche.

## Filmografía

### Televisión
| Año           | Proyecto                | Personaje                            |
| ------------- | ----------------------- | ------------------------------------ |
| 2025          | Regalo de amor          | Úrsula Castrejón Uribe               |
| 2024          | Vivir de amor           | Doris Mendoza                        |
| 2023          | Bola de locos           | Vitalina                             |
| 2021-2022     | Contigo sí              | Samanta Vega Guardiola de Villalobos |
| 2021          | Fuego ardiente          | Araceli                              |
| 2019-2020     | Soltero con hijas       | Coral Palma del Mar                  |
| 2019-presente | Cuéntamelo Ya!          | Ella misma de conductora             |
| 2017-2019     | Mi marido tiene familia | Diana Mejía de Aguilar               |
| 2016          | Doble sentido           | Ella misma de conductora             |
| 2014          | El manual               | Luisa                                |
| 2012-2013     | Amores verdaderos       | Nabila Covarrubias                   |
| 2011-2015     | Como dice el dicho      | Varios personajes                    |
| 2011-2012     | La que no podía amar    | Elsa (joven)                         |
| 2011          | Una familia con suerte  | Irasema                              |

### Cine
| Año  | Proyecto           | Personaje |
| ---- | ------------------ | --------- |
| 2017 | La niña de la mina | Pamela    |